# Квитка Цисик
Квитка Цисик (на украински: Квітка Цісик; на английски: Kacey Cisyk – от инициалите K.C.; 4 април 1953, Куинс, Ню Йорк – 29 март 1998, Манхатън, Ню Йорк) е американска певица от украински произход (колоратурно сопрано), известна изпълнителка на украински народни песни. Изпълнява филмови песни, участва в телевизионни реклами, пее в Гентската опера (Белгия).

## Биография
Родена е на 4 април 1953 г. в нюйоркския квартал Куинс, в семейството на следвоенни емигранти от Украйна. На украински името ѝ означава „цвете“. На петгодишна възраст Квитка се научава да свири на цигулка и помага на баща си – концертиращ цигулар, който е учил в Лвовската консерватория и след това преподава в украинския музикален институт в САЩ. Квитка получава образование във вокалния клас в музикалното училище Манес колидж. Акомпанира на сестра си Мария, пианистка, която по-късно става директор на консерваторията в Сан Франциско и води майсторски класове в Карнеги Хол.
Квитка Цисик става популярна благодарение на два албума с украински песни – „Kvitka – Songs of Ukraine“ и „Kvitka – Two Colors“. И двата албума са семейни проекти. Нейният съпруг, Ед Ракович, звукозаписен инженер, продуцира албумите, а сестра ѝ Мария Цисик свири на пианино. Майката Ивана следи за чистотата на произношението на дъщеря си.
През 1983 г. Квитка посещава Украйна с майка си, а след обявяването на независимостта на Украйна възнамерява да изпълни серия от концерти там, но не успява да осъществи плановете си. На 29 март 1998 г., 6 дни преди своята 45-годишнина, Квитка умира от рак на гърдата.

## Памет
През 2008 г., 10 години след смъртта ѝ, украинският телевизионен канал „Интер“ излъчва програма, посветена на певицата. В Киев и Ню Йорк се провежда вечер в памет на „Незабутня Квитка“ („Незабравимата Квитка“). През 2009 г. Министерството на културата и туризма на Украйна провежда подготовка към Международния фестивал-конкурс за украинската песен в памет на Квитка Цисик „Квітка“. Първият му етап се провежда в рамките на III Фестивал на украинската култура в САЩ.
На 22 януари 2010 г. в Деня на съединението, в Лвов е открита възпоминателна табела, която е поставена на фасадата на дом №8 на ул. Глубока, където е живяло семейството на певицата до 1944 г. На 25 юни 2010 г. на името на Квитка Цисик е наречена улица в Лвов.

## Албуми
- „Songs of Ukraine“ („Украински песни“), 1980 г.;
- „Two Colors“ („Два цвята“), 1989 г.;
- „You Light Up My Life (Original Sound Track)“ (1977 г.)